# إدارة سان بيدرو
سان بيدرو (بالإسبانية: San Pedro)‏ هي إحدى إدارات باراغواي . عاصمة الولاية هي سان بيدرو دي يكواماندييو.

## جغرافيا
تقع الإدارة في وسط باراغوي تبلغ مساحتها 20002 كم2 وتحدها الإدادارات النالية : كونسيبسيون ، كورديليرا ، كاغوازو ، أمامباي ، كانينديو ، الرئيس هايز .

## ديموغرافيا
يبلغ عدد سكانها 318,698 نسمة (حسب تعداد عام 2002)

## المناطق
تنقسم الولاية إلى 17 منطقة هي:
1. أنتيكويرا.
2. كابيباري.
3. كوري.
4. جنرال اليزاردو أكينو.
5. جنرال ايسيدورو ريسكوين
6. كَوايابي
7. ايتاكوروبي دل روزاريو
8. ليما
9. نويفا جرمانيا
10. سان ايستانيسلاو
11. سان بابلو
12. سان بيدرو دل يكوامانديي
13. تاكواتي
14. يونيون
15. فيانتيثينكو دي ديثمبري
16. فيلا دل